# Адріан Пошехонський
Адріан Пошехонський, Ярославський (пом. 1550) — російський святий, священномученик, засновник (1540) та ігумен Успенського монастиря на р. Вотха поблизу Пошехонья в Ярославській області.

## Біографія
Адріан Пошехонський був учнем святого Корнилія, засновника Комельського монастиря, в якому Адріан почав свій чернечий подвиг. Після смерті свого наставника Адріан зустрів одного старця, який закликав його шукати усамітнення в пустинному місці, предрікаючи йому створення нової обителі. Отримавши благословення ігумена, Адріан зі своїм учнем Леонідом, ведені старцем, віддалилися в глухі місця Пошехонії, на північ Ярославської землі. Тут вони були залишені своїм проводирем. Бажаючи спорудити церкву, св. Адріан здійснив пожорож до Москви. Макарій, митрополит Московський, благословив сотворення нового монастиря, посвятив прмч. Адріана в священики і возвів його в чин ігумена.
Повернувшись в Пошехонья, Адріан та Леонід з радістю взялися за спорудження храму, і незабаром тут виник монастир. Багато з жителів навколишніх сіл тішилися появою обителі. Але знайшлися серед них і такі, хто хотів розорити і ограбувати монастир. Появившись вночі з озброєним натовпом, вони стали бити ченців, вимагаючи від них грошей. Не отримавши бажаного, вони вбили ігумена Адріана, віддавши його спочатку жорстокому допиту. Вбиті були і декілька ченців. Забравши те невелике, що знайшли грабіжники в монастирі, вони забрали і тіло Адріана, кинувши його потім на дорозі. Слух про розбій згодом дійшов до царських влад, які провели слідство і покарали злочинців. Але ніхто не міг знайти тіла Адріана. Пройшли роки, і тільки в 1625 були віднайдені мощі св. Адріана, закопані селянами.
Пам'ять: 23 травня (Ростов.), 5 березня, 19 листопада (віднайдення мощей).